# شقا
شقا بلدة وناحية سوريّة إداريّة تتبع منطقة شهبا في محافظة السويداء. بلغ عدد سكان الناحية 15,849 نسمة حسب تعداد عام 2004.